# Radio France
Radio France es la empresa de radio pública de Francia. Se trata de una sociedad nacional de la que el Estado es único propietario a través de la Agence des participations de l'État.
Fue fundada en 1975 con la disolución de la Office de Radiodiffusion Télévision Française y la unión de sus cuatro radios en un nuevo grupo radiofónico. En la actualidad gestiona seis cadenas nacionales (France Inter, France Info, France Culture, France Musique, FIP y Mouv'); una red regional de 44 emisoras locales (Ici), cuatro orquestas y coros, un sello discográfico y un archivo de programas. Su sede es la Maison de la Radio en el XVI Distrito de París.
La radio pública internacional, Radio Francia Internacional, es independiente de Radio France desde 1987.
El servicio público audiovisual francés (compuesto por Radio France, France Télévisions y France Médias Monde) forma parte de la Unión Europea de Radiodifusión desde su creación en 1950.

## Historia

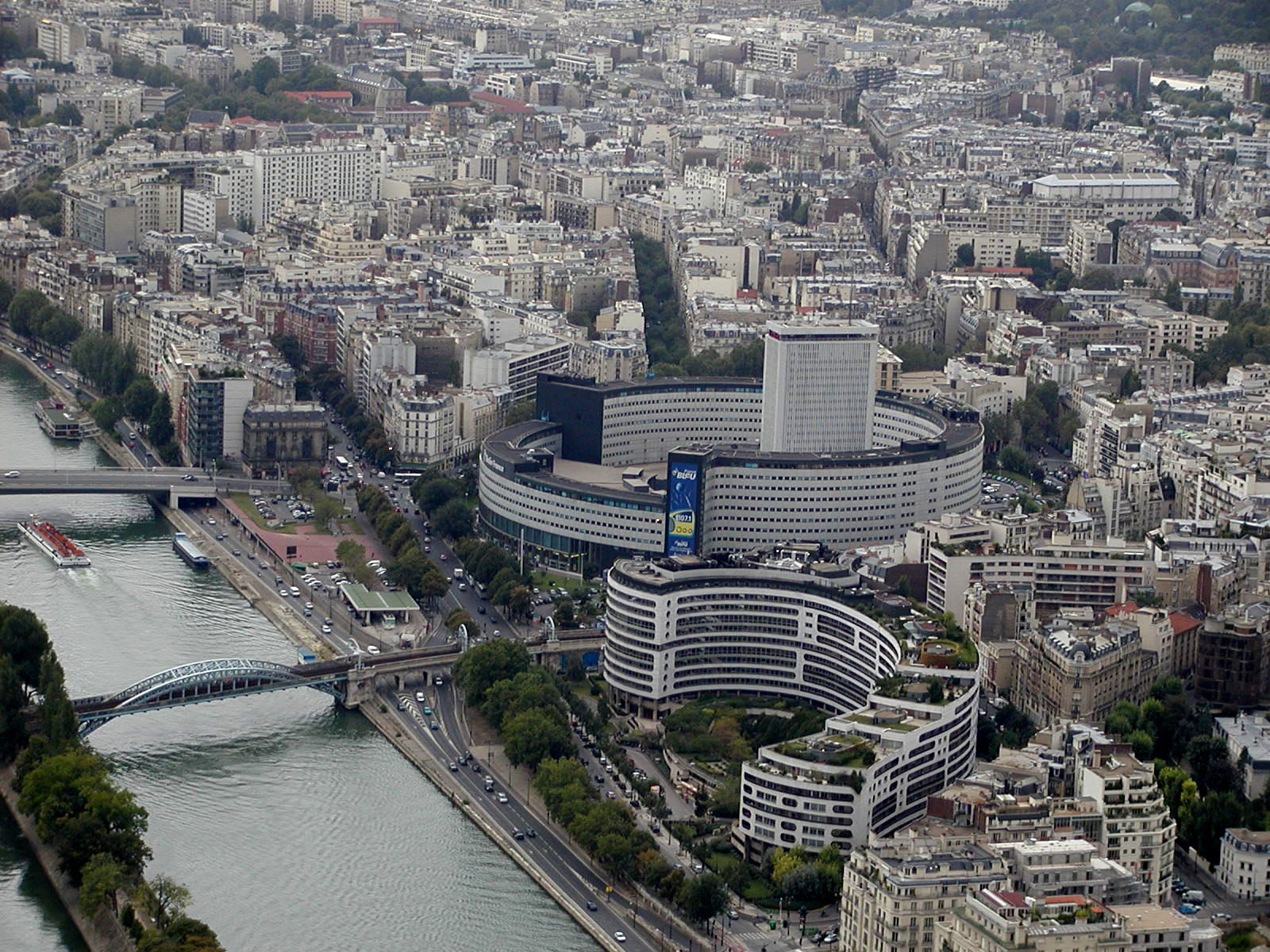
Vista de la sede de Radio France (Maison de la Radio) desde la Torre Eiffel.

Francia ha contado con diferentes organizaciones de radiodifusión pública a lo largo de su historia. En sus primeros años, los medios públicos franceses estaban agrupados en la empresa «Radiodiffusion Nationale» (RN, 1939-1945), luego «Radiodiffusion Française» (RDF, 1945-1949), más tarde «Radiodiffusion Télévision Française» (RTF, 1949-1964), posteriormente «Office de Radiodiffusion Télévision Française» (ORTF, 1964-1975). El gobierno galo disolvió la ORTF en 1975 y la reemplazó por sociedades nacionales: Radio France (radio); TF1, Antenne 2 y FR3 (televisión); SFP (productora), TDF (teledifusión) e INA (archivos audiovisuales).
En lo que respecta a la radio, Radio France se puso en marcha el 1 de enero de 1975 para unir en una sola empresa todo el servicio radiofónico, compuesto por una emisora generalista (France Inter, creada en 1947), tres canales temáticos (France Culture, France Musique y FIP) y un nuevo servicio exterior, Radio Francia Internacional (RFI). La primera presidenta de este grupo fue Jacqueline Baudrier.
En 1980, poco antes de que se aprobaran las radiodifusoras privadas, Radio France aumentó su oferta con dos canales nacionales temáticos: Radio Bleue (tercera edad, AM) y Radio 7 (jóvenes, FM). Además creó sus tres primeras emisoras locales en Lille, Mayenne y Melun, con programación de proximidad. En 1982, el grupo asumió la gestión de las 29 emisoras de radio regionales controladas por FR3, mientras que las emisoras de los departamentos de Ultramar fueron traspasadas a una nueva empresa, RFO.
Desde 1987, Radio Francia Internacional se convirtió en una empresa independiente de Radio France. Ese mismo año, el grupo cerró Radio 7 y estableció en su lugar la emisora de información continua France Info, con boletines cada media hora y contenidos de servicio público. La emisora juvenil no se retomaría hasta 1997 con la puesta en marcha de Le Mouv'.
El 4 de septiembre de 2000 se creó la cadena de radios regionales France Bleu, que unificaba las diferentes emisoras locales al fusionarlas con Radio Bleue. A partir de ese movimiento hubo una reordenación de frecuencias, por la que France Info se quedó todas las emisoras en onda media y Le Mouv' pudo aumentar su cobertura en FM.
Radio France inició la transmisión digital de audio y la subida de todos sus programas recientes en podcast a partir de 2006.
En 2015, Radio France entró en déficit por primera vez en su historia porque tuvo que asumir la reforma de su sede social, la Maison de la Radio. Luego de que se filtraran planes relativos a un expediente de regulación de empleo que afectaría a 350 trabajadores, los sindicatos convocaron una huelga que duró 28 días para denunciar el «estrangulamiento presupuestario» y reclamar una menor dependencia estatal en la asignación de fondos. Finalmente, la dirección presentó un plan alternativo para eliminar 270 empleos a través de bajas incentivadas.

## Servicios
Radio France gestiona una red de seis emisoras nacionales y una red de 44 emisoras regionales dentro de la Francia metropolitana.
- France Inter: emisora generalista, disponible en AM y FM. Sus emisiones comenzaron el 16 de febrero de 1947.
- France Info: radio de información continua, disponible en AM y FM. Fue inaugurada el 1 de junio de 1987.
- France Culture: canal cultural y educativo. Empezó a emitir en 1944 de forma clandestina durante la Segunda Guerra Mundial y bajo la dirección de Pierre Schaeffer.
- Ici: red de 44 emisoras regionales con programación común y desconexiones locales. La estación central es «Ici Paris Île-de-France» desde París.
- France Musique: emisora de música clásica, jazz y académica contemporánea. Ofrece los conciertos de los coros y orquestas de Radio France. Cuenta con siete emisoras digitales.
- FIP: radio musical que cubre todos los estilos contemporáneos sin distinción. Fue creada en 1971. Cuenta con siete emisoras digitales.
- Mouv': emisora musical para el público joven (15 a 29 años), especializada en pop, hip hop, y urban. Cuenta con siete emisoras digitales.

Radio France es propietaria del 15% de Arte France, posee un sello discográfico (Ocora Radio France) y se encarga de mantener el Museo de Radio France, ubicado dentro de su sede.

## Orquestas y coros

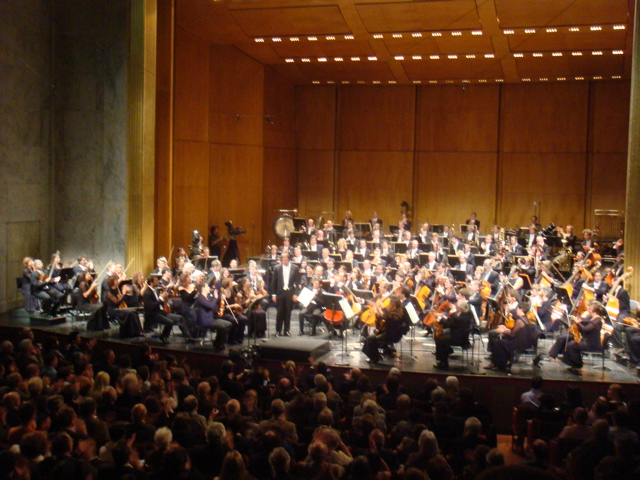
Orquesta Nacional de Francia (2009).

Junto a las emisoras de radio, la filial «Les Concerts de Radio France» se encarga del mantenimiento de las orquestas y coros de la antigua Radiodiffusion Télévision Française.
- Orquesta Nacional de Francia: orquesta sinfónica creada en 1934 y heredera de la tradición interpretativa de la música francesa. Su primer director fue Désiré-Émile Inghelbrecht, quien impulsó un amplio repertorio de autores clásicos al que luego se añadieron contemporáneos franceses. Está considerada una de las orquestas más prestigiosas entre las radiodifusoras europeas. Actualmente está dirigida por Cristian Măcelaru.[10]
- Orquesta Filarmónica de Radio France: orquesta filarmónica fundada por Eugène Bigot en 1976 como «Orquesta Radiosinfónica de la RTF». Cuenta con más de 140 músicos y su repertorio aborda clásicos contemporáneos desde el siglo XVIII hasta nuestros días. El actual director de orquesta es Mikko Franck.[11]
- Coro de Radio Francia: coral con más de 110 artistas líricos, cuyo objetivo es dar a conocer la tradición coral francesa. Fue fundado en 1947 y su actual directora es Martina Batič.[12]
- Maîtrise de Radio France: escolanía a la que pertenecen más de 150 jóvenes entre 9 y 17 años, quienes reciben formación musical de alto nivel. Abierta desde 1946, su actual directora es Sofi Jeannin.[13]

La sede de las orquestas es el Auditorio de la Maison de la Radio de París, inaugurado en 2014 y con capacidad para 1.461 espectadores. En el mismo lugar se encuentra el «Studio 104» con 852 localidades.
Además, Les Concerts de Radio France organiza dos festivales de música: Présences (música académica contemporánea) y Présences électronique (música electrónica y acústica).

## Organización

### Sede y objetivos
Radio France es una sociedad anónima sometida a la legislación francesa, cuyas acciones están controladas al 100% por el estado a través de la Agence des participations de l'État. La sede de todos los activos (emisoras y orquestas) está centralizada en la Maison de la Radio, un edificio diseñado por Henry Bernard que está situado en la avenida del Presidente Kennedy del XVI Distrito de París.
Como miembro del servicio público audiovisual francés (junto con France Télévisions), la radiodifusora tiene obligaciones de servicio público y debe representar a todos los franceses. Para ello se regula su actividad a través de leyes y contratos de objetivos, con especial atención al pluralismo y la diversidad. El ámbito de emisión de Radio France está limitado a la Francia metropolitana, pues la radio en los departamentos de ultramar corresponde a Réseau Outre-Mer, integrada en France Télévisions.
En 2015, la plantilla de Radio France estaba formada por 4.658 empleados.

### Organismos
El principal organismo dentro de Radio France es el Consejo de Administración, compuesto por un presidente (que hará las veces de director general) y 12 miembros con mandatos limitados a cinco años. El director general es la máxima autoridad administrativa, designado por el Consejo Superior Audiovisual (CSA). El resto de miembros son elegidos de la siguiente forma: 4 personalidades independientes por el CSA, 4 del estado, 2 del parlamento y 2 de los trabajadores de la empresa, a los que debe sumarse un representante de la misión de control. La actual directora desde 2018 es Sibyle Veil.
Por debajo de la dirección general hay tres organismos: el Comité Ejecutivo (funciones ejecutivas), el Comité Editorial (dirección de emisoras) y el Comité Operacional (otros departamentos). El director general se encarga de nombrar a los directores de las emisoras y de los distintos departamentos que conforman el organigrama.
En 2013, Radio France y el Instituto de Francia se unieron para crear la Fondation musique et radio («Fundación de Música y Radio de Francia»).

### Financiación
Radio France sigue un sistema de financiación mixto a través de impuestos directos, publicidad y venta de contenidos.
Su principal fuente de ingresos es un impuesto anual, la contribution à l'audiovisuel public («contribución al audiovisual público»), de la que Radio France toma el 18% de lo recaudado porque la mayoría va a parar a France Télévisions. Deberán afrontarlo todos aquellos hogares que tengan al menos un televisor o cualquier dispositivo (excepto computadoras) que pueda ofrecer programas de televisión, independientemente del uso que le den. La cuantía se revisa cada año: los habitantes de la Francia metropolitana pagaron 137 euros en 2015, mientras que en los departamentos de ultramar pagaron 87 euros. El pago es obligatorio, y se hace frente al mismo tiempo y en las mismas condiciones que el del impuesto sobre la vivienda.
En lo que respecta a ingresos comerciales, solo cuatro emisoras pueden emitir publicidad (France Inter, France Info, Ici y Mouv') y ésta no debe superar bajo ningún concepto los 15 minutos por día.